# Predmier
Predmier – wieś i gmina (obec) w powiecie Bytča, kraju żylińskim, w północnej Słowacji. Pierwsza pisemna wzmianka o wsi pochodzi z 1193 roku.
Miejscowość położona jest nad lewym brzegiem rzeki Wag, od wschodu wznoszą się nad nią szczyty Sulowskich Skał i Manínskiej vrchoviny. Przez Predmier przepływa wypływający z nich potok Hradnianka

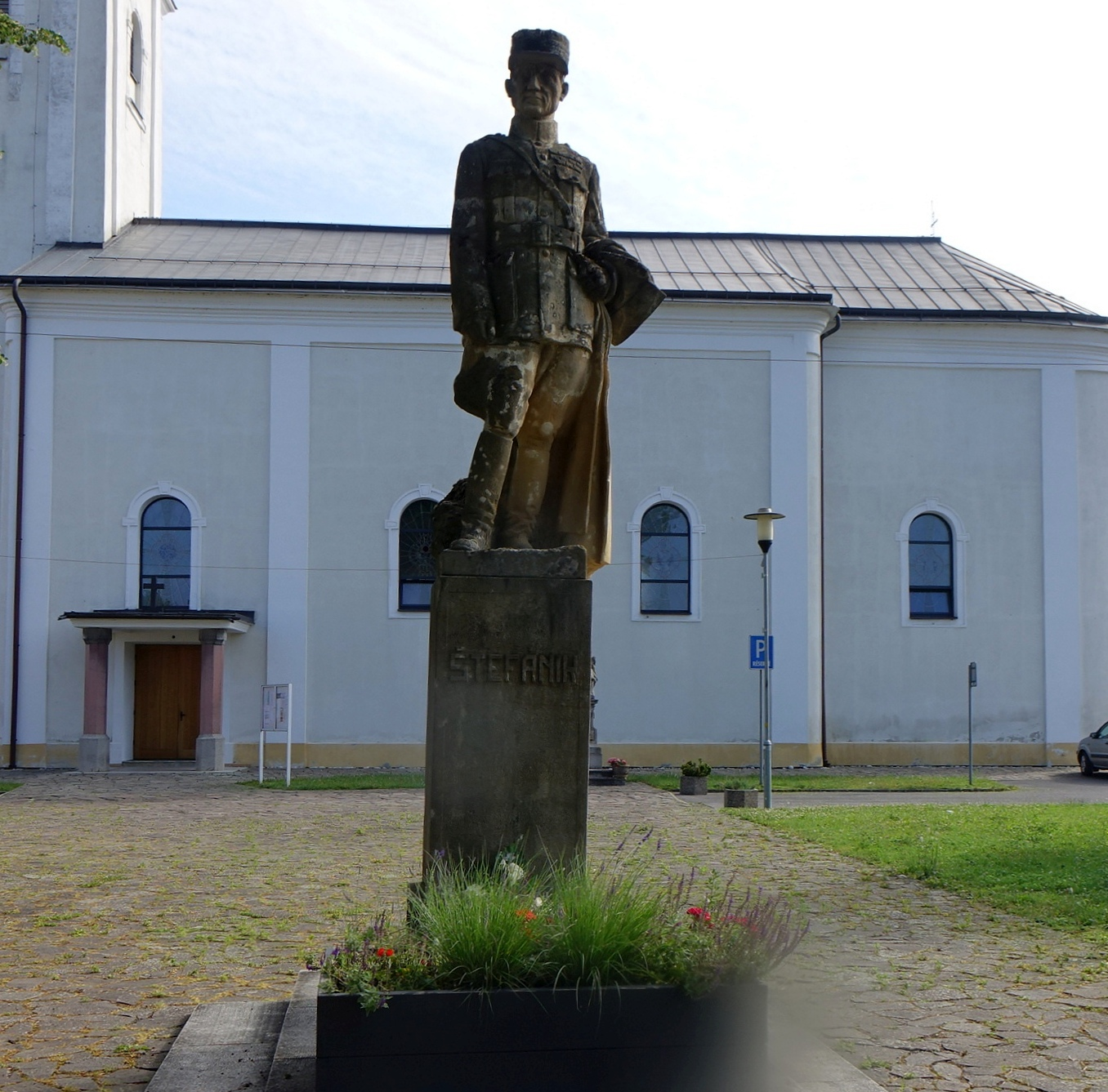
Pomnik na rynku
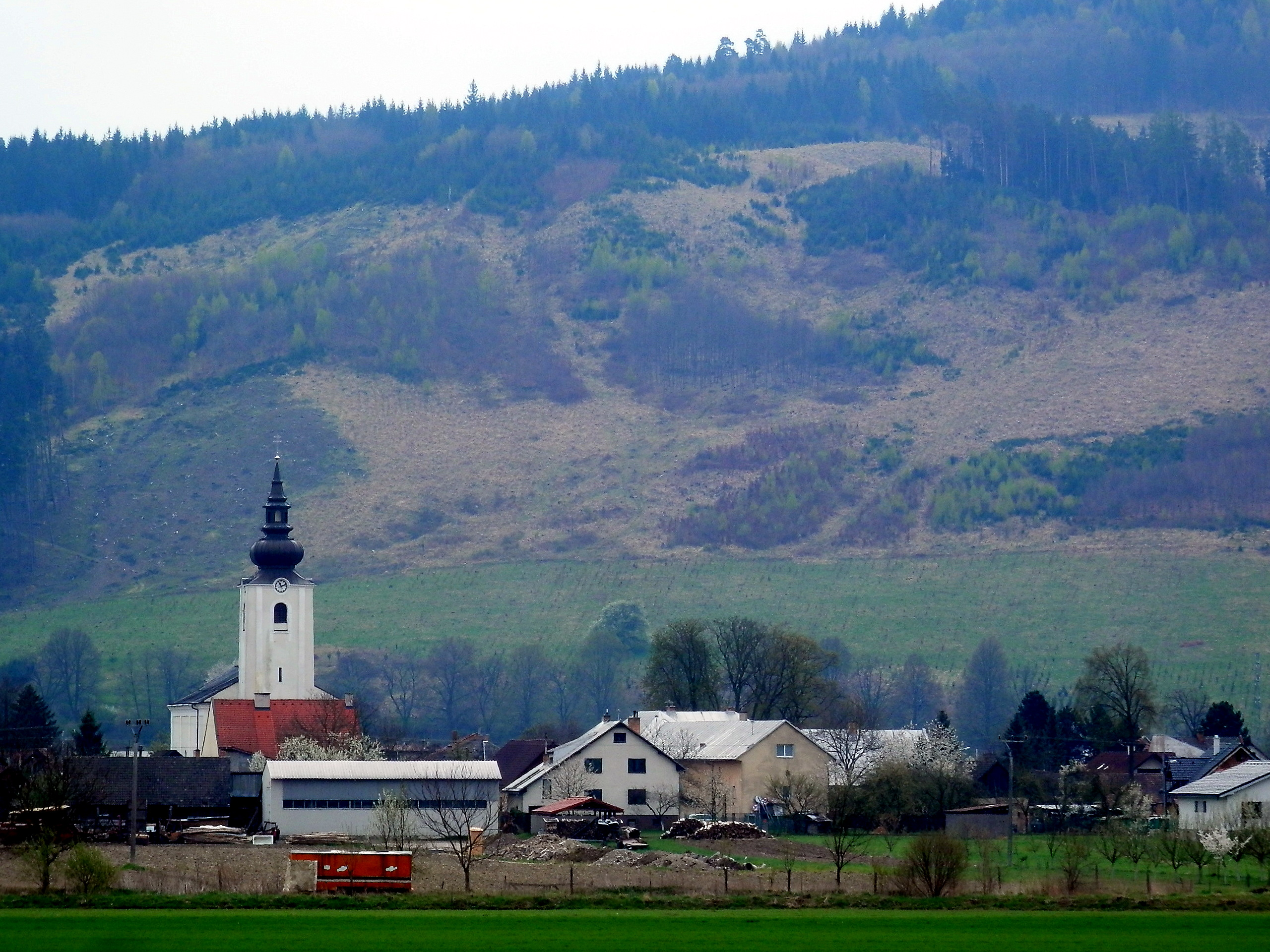
Fragment wsi
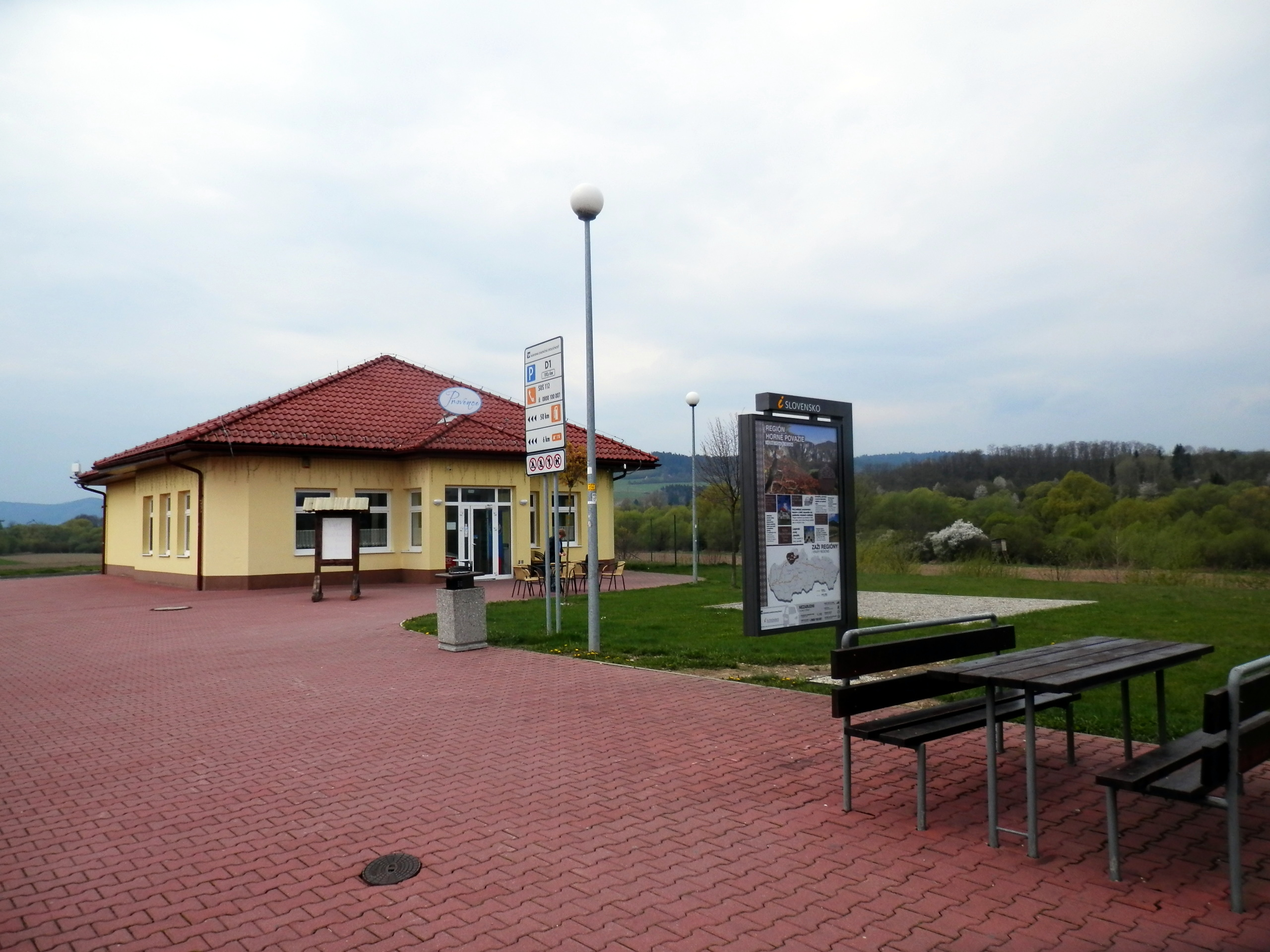
Fragment wsi
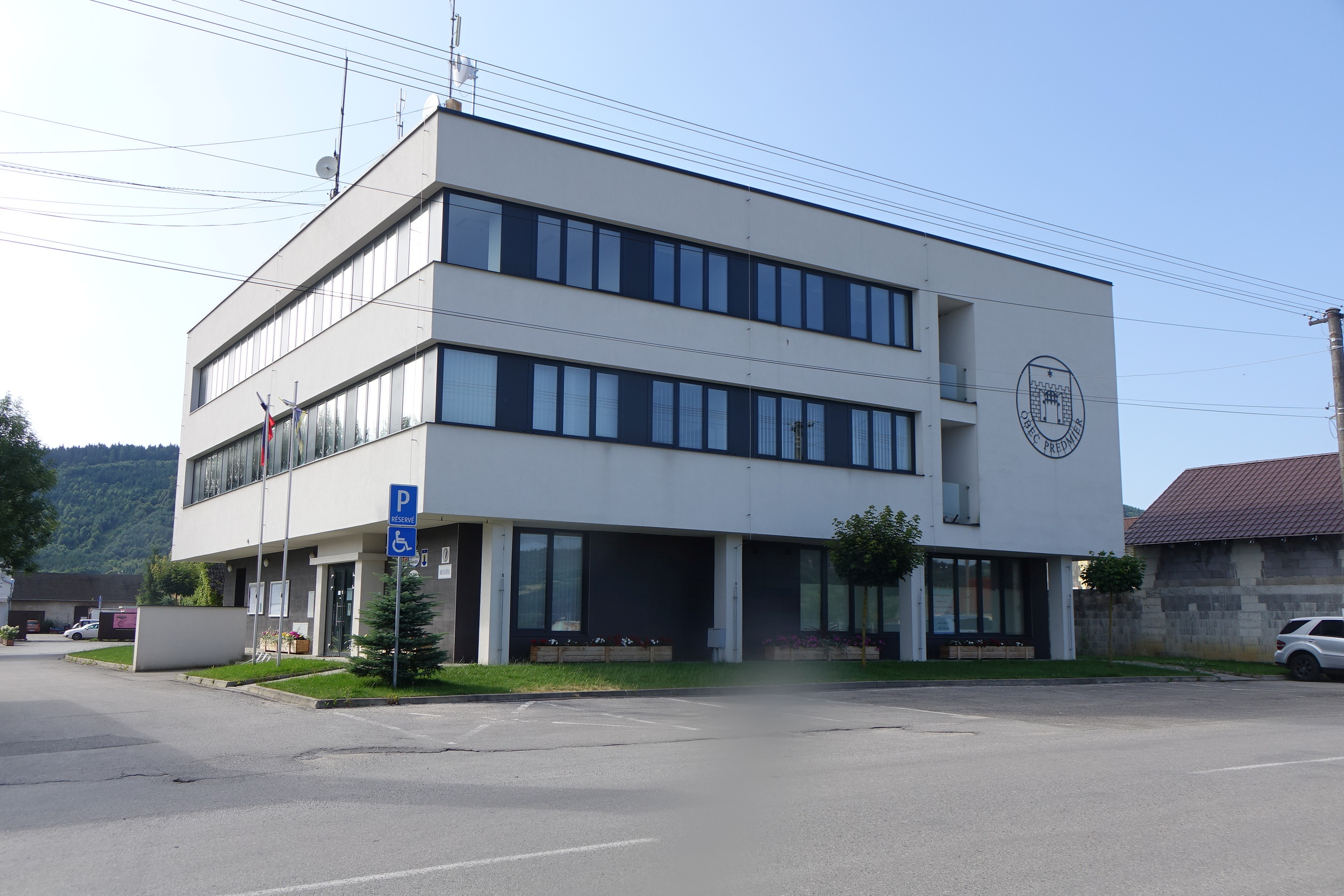